# Saint-Étienne-de-Cuines
Saint-Étienne-de-Cuines – miejscowość i gmina we Francji, w regionie Owernia-Rodan-Alpy, w departamencie Sabaudia.
Według danych na rok 1990 gminę zamieszkiwały 1183 osoby, a gęstość zaludnienia wynosiła 58 osób/km² (wśród 2880 gmin regionu Rodan-Alpy Saint-Étienne-de-Cuines plasuje się na 689. miejscu pod względem liczby ludności, natomiast pod względem powierzchni na miejscu 486.).